# Lange

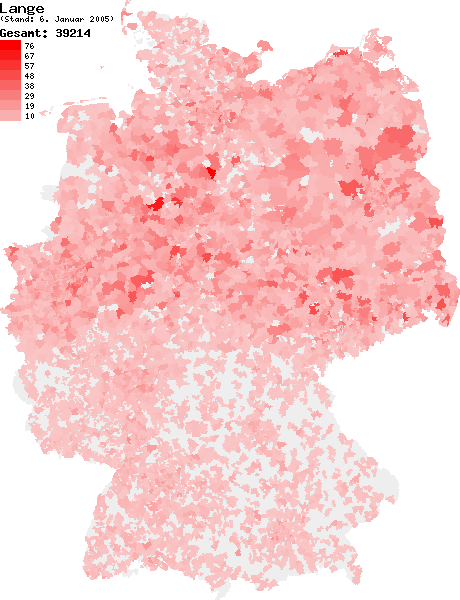
Verteilung des Namens in Deutschland (2005)

Lange ist ein deutscher Familienname.

## Herkunft, Bedeutung und Verbreitung
Der Familienname Lange – von mittelhochdeutsch lanc bzw. mittelniederdeutsch lank – entstand aus dem Übernamen für einen großen Menschen. Er ist in Norddeutschland deutlich häufiger als in Süddeutschland, wo die Variante Lang vorherrscht.

## Beleg
- ab 1366: Giseke und Tyle de Langen[1]

## Varianten
- Lang, Langer, DeLange, Langa
- Ähnliche Namen: Langner, Langen

## Namensträger

### A
- Adam Gottlieb Lange (1762–1826), deutscher evangelischer Geistlicher
- Adolf Lange (1815–1875), deutscher Uhrmacher, Bürgermeister von Glashütte und sächsischer Landtagsabgeordneter, siehe Ferdinand Adolph Lange
- Adolf Lange (Theologe) (?–1887), deutscher evangelischer Theologe und Prediger
- Adolf Lange (Journalist) (?–1951), deutscher Journalist und Chefredakteur
- Adolf Lange (Juwelier) (1892–1973 oder 1975), deutscher Juwelier und Unternehmer
- Adolf Frederik Lange (1861–1938), niederländischer Maler
- Adolph Lange (Politiker) (1815–1898), deutscher Unternehmer und Politiker
- Adolph Gottlob Lange (1778–1831), deutscher Klassischer Philologe und Lehrer
- Agnes Lange (1929–2021), deutsche Politikerin (SPD), MdBB
- Albert Lange (Manager) (1875–nach 1942), deutscher Energiewirtschaftsmanager
- Albert Lange (Politiker), Abgeordneter des Rheinischen Provinziallandtags, Redakteur
- Albert Lange (Architekt) (1891–1945), deutscher Architekt und Ingenieur
- Albert Lange (Künstler) (auch genannt L’ange; * 1941), Schweizer Maler, Bildhauer und Grafiker
- Albert de Lange (Kirchenhistoriker) (* 1952), niederländisch-deutscher evangelischer Kirchenhistoriker
- Albert de Lange (Journalist) (1957–2015), niederländischer Journalist und Kolumnist
- Albert J. Lange (Albert Jacob Lange; 1856–1922), norwegischer Journalist, Kulturhistoriker und Konservator
- Albrecht Lange (Architekt) (1908–??), deutscher Architekt
- Albrecht Lange (Ethnograph) (1925–2009), deutsch-sorbischer Ethnograph und Trachtenforscher
- Alexa Hennig von Lange (* 1973), deutsche Schriftstellerin und Moderatorin
- Alexandra Lange (* 1951), deutsche Synchronsprecherin
- Alfred Lange (Metallurg) (1906–1968), deutscher Metallurg
- Alfred Lange (Parteifunktionär) (1908–1964), deutscher Parteifunktionär (SPD)
- Alfred Lange (Autor) (1910–1971), deutscher Autor und Gründer der Stefanus-Gemeinschaft
- Alfred Lange (Wirtschaftswissenschaftler) (1927–1975), deutscher Wirtschaftswissenschaftler
- Alfred Lange (Politiker), deutscher Jugendfunktionär und Politiker, MdV
- Allison Lange (* 1978), US-amerikanische Schauspielerin
- Alina Lange (* 1996), deutsche Radsportlerin
- Aloisia Lange (geb. Aloisia Weber; 1759/1761–1839), deutsche Sängerin (Sopran) und Gesangspädagogin
- Anders Lange (1904–1974), norwegischer Politiker
- André Lange (* 1973), deutscher Bobsportler
- Andrea Lange (* 1969), deutsche Politikerin
- Andreas Lange (Dichterjurist) (1680–1713), deutscher Jurist und Dichter
- Andreas Lange (Soziologe) (* 1960), deutscher Soziologe
- Andreas Lange (Theologe) (* 1964), deutscher Theologe
- Andreas Lange (Journalist) (* 1970), deutscher Journalist und TV-Redakteur
- Andreas Lange (Wirtschaftswissenschaftler) (* 1972), deutscher Wirtschaftswissenschaftler und Hochschullehrer
- Andreas Lange (Leichtathlet) (* 1991), deutscher Leichtathlet
- Andrew E. Lange (1957–2010), US-amerikanischer Astrophysiker
- Anna Lange († 1572), deutsches Opfer der Hexenverfolgung, siehe Annecke Lange
- Anna Lange (Politikerin) (1904–1999), deutsche Frauenfunktionärin und Politikerin, MdV
- Anna Lange (Schauspielerin, I), Schauspielerin
- Anna Lange (Schauspielerin, II), Schauspielerin
- Anna Dorothea Lange (1715–1764), deutsche Schriftstellerin
- Anna Sara Lange (* 1982), deutsche Fernsehmoderatorin
- Annecke Lange († 1572), deutsche Frau, Opfer der Hexenprozesse
- Anni Lange (1904–1977), deutsche Politikerin (SPD)
- Ansgar Lange (* 1971), deutscher Journalist
- Anton J. de Lange (* 1944), niederländischer Komponist
- Antoni Lange (Maler) (um 1779–1842), österreichischer Maler, Lithograf und Bühnenbildner
- Antoni Lange (Schriftsteller) (1861 oder 1863–1929), polnischer Lyriker und Philosoph
- Armin Lange (* 1961), deutscher Judaist
- Arno Lange (1885–1966), deutscher Hochschullehrer, Studienrat und Genealoge
- Arthur Lange (Bildhauer) (1875–1929), deutscher Bildhauer
- Arthur Lange (Komponist) (1889–1956), US-amerikanischer Komponist, Dirigent, Arrangeur und Liedtexter
- Arthur Lange (Parteifunktionär) (1906–1972), deutscher Parteifunktionär (KPD)
- Arthur Lange (Maler) (1929–2013), deutscher Maler
- Artie Lange (Arthur Steven Lange junior; * 1967), US-amerikanischer Schauspieler und Drehbuchautor
- Ashley de Lange (* 1994), südafrikanische Theater- und Filmschauspielerin
- August Lange (Chemiker) (1857–nach 1931), deutscher Chemiker
- August Lange (Ingenieur), deutscher Marineingenieur und Pilot
- August Lange (Landrat) (vor 1900–1959), deutscher Politiker (SPD) und Landrat
- August Lange (Pädagoge) (1907–1970), norwegischer Pädagoge und Schriftsteller
- August Carl Lange (1834–1884), deutscher Architekt
- August Hermann Lange (1867–1922), deutscher Automobilentwickler
- August Walter Lange (?–1888), deutscher Maler
- Axel Lange (* 1963), deutscher Ingenieur, Erfinder, Pilot und Unternehmer

### B
- Barbara Lange (* 1956), deutsche Kunsthistorikerin und emeritierte Professorin
- Benjamin P. Lange (* 1978), deutscher Psychologe sowie Sprach-, Kommunikations- und Medienwissenschaftler
- Bernd Lange (Politiker, 1955) (* 1955), deutscher Politiker (SPD), MdEP
- Bernd Lange (Politiker, 1956) (* 1956), deutscher Kommunalpolitiker (CDU), Landrat
- Bernd Lange (Politiker, 1960) (1960–2024), deutscher Politiker (SPD), MdL
- Bernd Lange (Drehbuchautor) (* 1974), deutscher Drehbuchautor und Regisseur
- Bernd-Lutz Lange (* 1944), deutscher Kabarettist
- Bernd-Peter Lange (Wirtschaftswissenschaftler) (* 1938), deutscher Wirtschaftswissenschaftler
- Bernd-Peter Lange (Anglist) (* 1943), deutscher Anglist und Hochschullehrer
- Bernhard Lange (Pfarrer, † 1580) († 1580), deutscher Geistlicher und Reformator
- Bernhard Lange (Pfarrer, 1915) (1915–1963), deutscher Pastor
- Bernhard Gustav Max Lange (1846–1892), deutscher Kaufmann und Politiker, MdR, siehe Gustav Lange (Politiker)
- Berthold Lange (Pädagoge) (Bertholdus Lange; Berthold Richard Adolf Lange; Berthold Richard Adolph Lange; 1810–1844), deutscher Schulrektor, Kaplan und Redakteur
- Berthold Lange (1860–1930), Gründer und Direktor der Teutonia Misburger Portland Cementwerk Aktiengesellschaft
- Bill Lange (1928–1995), US-amerikanischer American-Football-Spieler
- Birgit Corinna Lange, deutsche Sängerin, Schauspielerin, Sprecherin, Regisseurin, Autorin und Schauspiellehrerin
- Bob de Lange (1916–1978), niederländischer Schauspieler
- Brigitte Lange (Politikerin, 1939) (1939–2012), deutsche Politikerin (SPD), MdB
- Brigitte Lange (Politikerin, 1945) (* 1945), deutsche Politikerin (SPD), MdA
- Brigitte Schlieben-Lange (1943–2000), deutsche Romanistin und Linguistin
- Britta Lange (Kulturwissenschaftlerin) (* 1973), deutsche Kulturwissenschaftlerin
- Britta Teuerle-Lange (* 1969), deutsche Politikerin (CDU), MdA
- Bruno Lange (Jurist) (1874–1931), deutscher Jurist
- Bruno Lange (Physiker) (1903–1969), deutscher Physiker und Industrieller

### C
- Carl Lange (Lithograf) (1804–1874), deutscher Maler und Lithograf
- Carl Lange (Psychologe) (1834–1900), dänischer Psychologe
- Carl Lange (Maler) (1884–1971), deutscher Maler
- Carl Lange (Schriftsteller) (1885–1959), deutscher Schriftsteller
- Carl Lange (Schauspieler) (auch Karl Lange; 1905–1999), deutscher Schauspieler
- Carl Albert Lange (1892–1952), deutscher Schriftsteller und Journalist
- Carl Julius Lange, Pseudonym von Simson Alexander David (1755–1812/13), deutscher Publizist und Schriftsteller
- Caroline Lange (Schauspielerin) (1802–nach 1852), deutsche Schauspielerin
- Caroline Lange, Geburtsname von Caroline Düringer (1802–1853), deutsche Sängerin (Mezzosopran)
- Caroline Lange, Geburtsname von Caroline Schwarz (* 1954), deutsche Politikerin (CDU)
- Caspar Friedrich Lange (1722–1758), deutscher Geistlicher, Pädagoge und Bibliothekar
- Catharina Lange (1900–1982), deutsche Politikerin (FDP)
- Cathrin Lange (* 1982), deutsche Sängerin (Sopran)
- Christian Lange (Theologe) (1585–1657), deutscher lutherischer Theologe
- Christian Lange (Mediziner) (1619–1662), deutscher Mediziner
- Christian Lange (Numismatiker) (1845–1914), deutscher Ingenieur und Numismatiker
- Christian Lange (Politiker, 1964) (* 1964), deutscher Politiker (SPD)
- Christian Lange (Theologe, 1972) (* 1972), deutscher Kirchenhistoriker und Politiker (CSU)
- Christian Lange (Autor)  (* 1974), deutscher Schriftsteller
- Christian Lange (Mykologe), Mykologe am Botanisk Museum & Centralbibliotek in Kopenhagen
- Christian C. A. Lange (1810–1861), norwegischer Historiker und Archivar
- Christian Henning von Lange (1688–1760), königlich preußischer Oberst
- Christian Johann Lange (1655–1701), deutscher Mediziner und Hochschullehrer
- Christian Lous Lange (1869–1938), norwegischer Politiker
- Christian R. Lange (* 1975), deutscher Islamwissenschaftler und Schriftsteller
- Christiane Lange (* 1964), deutsche Kunsthistorikerin
- Christoph Lange (Bürgermeister) (1617–1669), deutscher Jurist und Bürgermeister
- Christoph Lange (Mediziner) (* 1962), deutscher Mediziner
- Christoph Lange (Leichtathlet) (* 1991), deutscher Zehnkämpfer
- Claudia Lange (* 1966), deutsche Sprachwissenschaftlerin
- Claudio Lange (* 1944), deutsch-chilenischer Künstler und Autor
- Colby Lange (* 1999), US-amerikanischer Radrennfahrer
- Corinna Lange (* 1986), deutsche Politikerin (SPD), MdL Niedersachsen
- Cornelia de Lange (1871–1950), niederländische Pädiaterin
- Cornelia Ganten-Lange, deutsche Juristin, Rechtsanwältin und Richterin
- Cornelis de Lange (1961–2016), niederländischer Agrarwissenschaftler
- Cosima Lange (* 1976), deutsche Autorin, Filmproduzentin und -regisseurin

### D
- Daniel Lange (* 1974), deutscher Fernsehjournalist, Reporter und Filmemacher
- David Lange (1942–2005), neuseeländischer Politiker
- Dierk Lange (* 1941), deutscher Afrikanist
- Dieter Lange (Maler) (1938–2010), deutscher Bühnen- und Kostümbildner sowie Maler
- Dieter Lange (Fußballspieler) (* 1940), deutscher Fußballspieler
- Dieter E. Lange (1933–2017), deutscher Zahnmediziner
- Dietz Lange (* 1933), deutscher Systematischer Theologe
- Dirk Lange (Schwimmtrainer) (* 1963), deutscher Schwimmtrainer
- Dirk Lange (Politikwissenschaftler) (* 1964), deutscher Politikwissenschaftler
- Dorothea Lange (Lyrikerin) (1681–1728), deutsche Dichterin und Mitglied des Pegnesischen Blumenordens
- Dorothea Lange (1895–1965), US-amerikanische Fotografin

### E
- Eberhard Lange (* 1967), deutscher Koch
- Eckart Lange (Musikpädagoge) (* 1947), deutscher Musikpädagoge
- Eckart Lange (Landschaftsarchitekt) (* 1961), deutscher Landschaftsarchitekt
- Edmund Lange (1855–1932), deutscher Philologe und Bibliothekar
- Eduard Lange (Pädagoge) (1799–1850), deutscher Gymnasiallehrer, Philologe und Publizist
- Eduard Lange (Militärschriftsteller) († 1861/1862), deutscher Offizier und Militärschriftsteller
- Eduard Lange (Pomologe) (1803–1868), deutscher Pomologe
- Ehrig Lange (1921–2009), deutscher Neurologe
- Eike De Lange (* 1937), deutsch-südafrikanischer Germanist und Hochschullehrer
- Elisabeth Lange (1900–1944), deutsche Widerstandskämpferin
- Ellen de Lange (* 1965), niederländische Rollstuhltennisspielerin
- Elmar Lange (* 1943), deutscher Soziologe und Hochschullehrer
- Elsbeth Lange (1928–2009), deutsche Palynologin
- Emil Lange (Fotograf) (1825–1899), Fotopionier
- Emil von Lange (1841–1926), deutscher Architekt, Schriftsteller und Kunsthistoriker
- Emil Lange (1884–1968), deutscher Architekt
- Emil Lange von Burgenkron (1840–1886), österreichischer Eisenbahnfachmann und Genealoge
- Emma-Maria Lange (1921–2016), deutsche Puppenkünstlerin
- Erhard Lange (Philosoph) (1929–2017), deutscher marxistischer Philosoph
- Erhard H. M. Lange (* 1937), deutscher Politikwissenschaftler
- Eric Lange (* 1973), US-amerikanischer Schauspieler
- Erich Lange (Geologe) (1889–1965), deutscher Geologe, Hochschullehrer und Politiker (SED), MdL Sachsen
- Erich Lange (Chemiker) (1896–1981), deutscher Chemiker
- Erich Lange (Tontechniker) (1898–1941), deutscher Tontechniker
- Erich Lange (Politiker, 1908) (1908–1954), deutscher Politiker (SPD)
- Erich Lange (Politiker, 1919) (1919–nach 1976), deutscher Parteifunktionär und Politiker (SED)
- Ernst Lange (Kirchenlieddichter) (1650–1727), deutscher Kirchenlieddichter
- Ernst Lange (Geistlicher) (1876–1973), deutscher Prälat und Domkapitular
- Ernst Lange (Politiker, 1903) (1903–1980), deutscher Parteifunktionär (SED)
- Ernst Lange (Politiker, 1905) (1905–1971), deutscher Parteifunktionär (SED)
- Ernst Lange (Theologe) (1927–1974), deutscher protestantischer Theologe und Kirchenreformer
- Ernst Erwin Lange-Kowal (1908–1985), deutscher Romanist und Sprachwissenschaftler
- Ernst Heinrich Lange (1876–1952), deutscher Unternehmer und Verlagsbuchhändler
- Ernst Michael Lange (* 1947), deutscher Philosoph
- Erwin Lange (Spezialeffektkünstler) (1913–1982), deutscher Spezialeffektkünstler
- Erwin Lange (Politiker) (1914–1991), deutscher Widerstandskämpfer und Politiker (SPD)
- Esther de Lange (* 1975), niederländische Politikerin (CDA)

### F
- Fabian Lange (* 1965), deutscher Autor und Journalist
- Felix Lange, deutscher Rechtswissenschaftler und Hochschullehrer
- Ferdinand Lange (Instrumentenbauer) († nach 1859), deutscher Orgelbauer und Instrumentenmacher
- Ferdinand Adolph Lange (1815–1875), deutscher Uhrmacher, Erfinder, Unternehmer und Regionalpolitiker
- Florian Lange (* 1974), deutscher Schauspieler
- Frank Lange (1934–2023), deutscher Bobfahrer
- Franz Lange (Bildhauer), deutscher Bildhauer
- Franz Lange (Historiker) (1850–??), deutsch-britischer Historiker und Übersetzer
- Franz Lange (Eishockeyspieler) (1891–??), deutscher Eishockeyspieler
- Franz Lange (Politiker) (1904–1985), deutscher Widerstandskämpfer und Politiker (SED)
- Franz Josef Lange (* 1951), deutscher Ingenieur und Hochschullehrer
- Frederick F. Lange (1939–2010), US-amerikanischer Materialwissenschaftler
- Frederico Lange de Morretes (1892–1954), brasilianischer Maler, Zeichner, Graveur und Lehrer
- Friedrich Lange (Politiker, 1791) (1791–1859), deutscher Politiker, MdL Hessen
- Friedrich Lange (Architekt) (1811–1870), deutscher Architekt und Hochschullehrer
- Friedrich Lange (Maler) (1834–1875), deutscher Maler
- Friedrich Lange (Industrieller) (1837–1918), deutscher Industrieller und Politiker
- Friedrich Lange (Mediziner) (1849–1927), deutscher Chirurg und Mäzen
- Friedrich Lange (Publizist) (1852–1917), deutscher Journalist und Politiker
- Friedrich Lange (Schriftsteller) (1898–1976), deutscher Schriftsteller
- Friedrich Albert Lange (1828–1875), deutscher Philosoph, Pädagoge und Ökonom
- Friedrich Carl August Lange (1879–1956), deutscher Politiker (SPD)
- Friedrich Heinrich Wilhelm Lange (1779–1854), deutscher Altphilologe, Pädagoge und Übersetzer
- Friedrich Konrad Lange (1738–1791), deutscher Pädagoge und Geistlicher
- Friedrich Wilhelm Lange (Geistlicher) (1788–1839), deutscher Geistlicher und Pädagoge
- Friedrich Wilhelm Lange (Fritz Lange; 1878–1961), deutscher Jurist und Beamter
- Friedrich Wilhelm Lange (Journalist) (1897–nach 1962), deutscher Journalist
- Fritz Lange (Maler) (1851–1922), deutscher Maler
- Fritz Lange (Mediziner) (1864–1952), deutscher Orthopäde
- Fritz Lange (Fabrikant, 1866) (1866–1935), deutscher Fabrikant
- Fritz Lange (Ringer) (1885–??), deutscher Ringer
- Fritz Lange (Fußballspieler), deutscher Fußballspieler
- Fritz Lange (Widerstandskämpfer) (1898–1981), deutscher Lehrer, Widerstandskämpfer und Politiker (USPD, KPD, SED)
- Fritz Lange (Bergwerksdirektor) (1899–1978), deutscher Bergwerksdirektor
- Fritz Lange (Physiker) (1899–1987), deutscher Physiker
- Fritz Lange (Fabrikant, 1903) (1903–1981), deutscher Unternehmer

### G
- Georg Lange (Jurist) (1883–1964), deutscher Verwaltungsjurist und Politiker
- Georg Lange (Mediziner) (1883–1970), deutscher Mediziner
- Georg Lange (Schriftsteller) (1886–1942), deutscher Schriftsteller, Nachlass in der Münchner Monacensia
- Georg Martin Lange (1937–2020), deutscher Fernsehregisseur, Texter und Buchautor
- Gerd Lange (Designer) (* 1931), deutscher Designer
- Gerd Lange (Schriftsteller), deutscher Science-Fiction-Autor
- Gerhard Lange (Künstler), deutscher Bildhauer
- Gerhard Lange (Politiker) (1911–1983), DDR-Politiker (CDU)
- Gerhard Lange (Geistlicher, 1918) (1918–2016), deutscher römisch-katholischer Geistlicher, Ehrenbürger mehrerer Städte in Litauen
- Gerhard Lange (Geistlicher, 1933) (1933–2018), deutscher römisch-katholischer Geistlicher
- Gerhard Lange (Generalmajor) (1935–1990), Generalmajor des Ministeriums für Staatssicherheit (MfS) und Leiter der MfS-Bezirksverwaltung Suhl
- Gerhard Lange (Sportler), deutscher Marathonläufer
- Gerold Lange (1932–2022), deutscher Basketballfunktionär
- Gottfried Lange (Bischof) († 1458), deutscher Theologe, Bischof von Schwerin
- Gottfried Lange (Theologe) (1640–1685), deutscher Theologe
- Gottfried Lange (Jurist) (1672–1748), deutscher Jurist, Philosoph und Theologe
- Gottfried Lange (Regisseur), deutscher Hörspiel- und Filmregisseur
- Gotthard Lange (* 1967), deutscher Schauspieler
- Gottlieb August Lange († 1796), deutscher Buchhändler und Verleger
- Gregor Lange (Komponist) (1552–1587), deutscher Kantor und Komponist
- Gregor Lange (Polizeipräsident) (* 1962), deutscher Jurist, Dortmunder Polizeipräsident
- Gudrun Lange (* 1964), deutsche Sängerin
- Günter Lange (Politiker) (1915–1975), deutscher Politiker (CDU)
- Günter Lange (Theologe) (* 1932), katholischer Religionspädagoge
- Günter Lange (Materialkundler) (1936–2013), deutscher Hochschullehrer für Angewandte Werkstoffkunde
- Günter Lange (Leichtathletiktrainer), deutscher Leichtathletiktrainer
- Günter Gerhard Lange (1921–2008), deutscher Typograf
- Gunter Lange (General) (* 1939), deutscher Generalmajor
- Gunter Lange (Gewerkschafter) (* 1949), deutscher Gewerkschafter und Historiker
- Günther Lange (1830–1889), deutscher Geistlicher und Politiker
- Günther Lange (Ingenieur) (* 1967), deutscher Ingenieur und Hochschullehrer
- Gustav Lange (Maler) (1811–1887), deutscher Landschaftsmaler der Düsseldorfer Schule
- Gustav Lange (Komponist, 1830) (1830–1889), deutscher Komponist
- Gustav Lange (Politiker) (1846–1892), deutscher Politiker
- Gustav Lange (Komponist, 1861) (1861–1939), norwegischer Komponist
- Gustav Lange (Reiter) (1897–1987), deutscher Reiter
- Gustav Lange (Landschaftsarchitekt) (1937–2022), deutscher Landschaftsarchitekt
- Gustav Albert Lange (1846–1918), deutscher Unternehmer und Politiker
- Gustav Georg Lange (1812–1873), deutscher Zeichner, Drucker und Verleger

### H
- Hajo Lange (1935–2001), deutscher Jazz- und Unterhaltungsmusiker
- Halvard Lange (1902–1970), norwegischer Politiker (Arbeiderpartiet)
- Hanns Lange (1891–nach 1950), deutscher Sänger (Tenor) und Regisseur
- Hans Lange (General) (1874–1948), deutscher Generalleutnant
- Hans Lange (Dirigent) (1884–1960), deutschamerikanischer Dirigent
- Hans Lange (Politiker) (* 1951), deutscher Politiker, Landrat des Landkreises Prignitz von 1993 bis 2014
- Hans Lange (Musiker) (1965–2007), grönländischer Musiker und Komponist
- Hans-Dieter Lange (1926–2012), deutscher Fernsehjournalist und Moderator
- Hans-Friedrich Lange (* 1952), deutscher Jurist, Richter am Bundesfinanzhof
- Hans-Günther Lange (1916–2014), deutscher Marineoffizier
- Hans-Joachim Lange (Journalist) (1918–1980), deutscher Journalist
- Hans-Joachim Lange (Segler) (* 1940), deutscher Regattasegler
- Hans-Joachim Lange (Physiker) (* 1941), deutscher Hochschullehrer für Meteorologie
- Hans-Jürgen Lange (Kirchenmusiker) (1925–2020), deutscher Kirchenmusiker und Diakon
- Hans-Jürgen Lange (Werber) (1943–2022), deutscher Werber
- Hans-Jürgen Lange (Sozialwissenschaftler) (* 1961), deutscher Sozialwissenschaftler und Hochschullehrer
- Hans-Peter Lange (* 1955), deutscher Musiker und Komponist
- Hans Wolfgang Lange (1904–1945), deutscher Kunsthändler
- Harald Lange (Fotograf) (* 1938), deutscher Fotograf und Autor
- Harald Lange (Sportwissenschaftler) (* 1968), deutscher Sportwissenschaftler und Hochschullehrer
- Harry Lange (Szenenbildner) (Hans-Kurt Lange; 1930–2008), deutsch-britischer Szenenbildner
- Harry Lange (Eishockeyspieler) (Harald Lange; * 1983), österreichischer Eishockeyspieler und -trainer
- Hartmut Lange (Schriftsteller) (* 1937), deutscher Schriftsteller
- Hartmut Lange (Schauspieler) (* 1956), deutscher Schauspieler
- Hartmut E. Lange (* 1950), Kameramann
- Hauke Lange-Fuchs (1934–2019), deutscher Rechtsanwalt und Autor
- Hedwig Lange (1840–1901), deutscher Politiker, MdL Hessen-Nassau
- Heidi Lange (Handballspielerin) (* 1950), deutsche Handballspielerin
- Heidi Lange (Basketballspielerin) (* 1961), deutsche Basketballspielerin
- Heike Lange (* 1955), deutsche Eisschnellläuferin
- Heiko Lange (* 1938), deutscher Manager
- Heinrich Lange (Politiker, † 1466) († 1466), deutscher Chronist und Politiker, Bürgermeister von Lüneburg
- Heinrich Lange (Chemiker) (1853–1920), deutscher Chemiker
- Heinrich Lange (Politiker, 1861) (1861–1939), deutscher Politiker (SPD), MdL (Sachsen)
- Heinrich Lange (Politiker, 1866) (1866–1936), deutscher Politiker (SPD), MdPL Hannover
- Heinrich Lange (Physiker) (1893–1973), deutscher Physiker
- Heinrich Lange (Politiker, 1898) (1898–nach 1955), deutscher Politiker (SPD), MdBB (Bremen)
- Heinrich Lange (Jurist) (1900–1977), deutscher Rechtswissenschaftler
- Heinrich Lange (Archäologe) (1951–2013), deutscher Archäologe
- Heinrich Lange (Admiral) (* 1955), deutscher Vizeadmiral
- Heinrich Lange-Windhof (1863–1962), deutscher Landwirt und Politiker (DNVP), MdL Preußen
- Heinz Lange (1914–1985), deutscher Politiker
- Heinz de Lange (1937–2016), deutscher Fußballspieler
- Helene Lange (1848–1930), deutsche Pädagogin, Frauenrechtlerin und Politikerin (DDP), MdHB
- Helene Lange (Malerin) (Helene Petraschek-Lange; 1875–1965), deutsche Malerin und Grafikerin
- Helene Lange (Politikerin, II), deutsche Politikerin (SED), MdV
- Helene Lange (Politikerin, 1914) (1914–1996), deutsche Politikerin (CDU), MdL Niedersachsen
- Helga Lange (Politikerin, I), deutsche Jugendfunktionärin und Politikerin (SED), MdV
- Helga Lange (Politikerin, 1949) (* 1949), deutsche Politikerin (Bündnis 90/Die Grünen)
- Hellmut Lange (1923–2011), deutscher Schauspieler
- Hellmuth Lange (Schriftsteller) (1903–??), deutscher Schriftsteller, Dramatiker und Verleger
- Hellmuth Lange (Soziologe) (* 1942), deutscher Soziologe und Hochschullehrer

- Helmut Lange (Journalist), deutscher Journalist
- Helmut Lange (Politiker) (1928–2009), deutscher Jurist und Politiker (CSU)
- Helmut Lange (Schachspieler) (1936–2017), deutscher Schachspieler
- Helmut Lange (Jurist) (* 1955), deutscher Jurist und Staatsanwalt
- Helmut K. H. Lange (Helmut Karl Heinz Lange; * 1928), deutscher Musikwissenschaftler
- Hendrik Lange (Hockeyspieler) (* 1974), deutscher Feldhockeyspieler
- Hendrik Lange (Politiker) (* 1977), deutscher Politiker (Die Linke)
- Henry Lange (Karl Julius Heinrich Lange; 1821–1893), deutscher Kartograf
- Herbert Lange (Publizist) (1908–1971), deutsch-österreichischer Maler, Schriftsteller und Publizist
- Herbert Lange (1909–1945), deutscher Kriminalkommissar und SS-Sturmbannführer
- Herbert Lange (Betriebswirt) (1917–2003), deutscher Hochschullehrer für Ökonomie, Organisation und Planung des Maschinenbaus
- Herbert Lange (Maler) (1920–2001), deutscher Maler und Grafiker
- Herbert Lange (Mathematiker) (* 1943), deutscher Mathematiker
- Hermann Lange (Ratsherr) († 1387), deutscher Politiker, Ratsherr in Lübeck
- Hermann Lange (Politiker, 1859) (1859–1923), deutscher Politiker (DDP), MdL Mecklenburg-Strelitz
- Hermann Lange (Unternehmer) (1874–1942), deutscher Textilfabrikant
- Hermann Lange (Theologe) (1878–1936), Jesuit und Theologe
- Hermann Lange (Domdechant) (1880–1942), deutscher Theologe und Politiker, MdBB
- Hermann Lange (Maler) (1890–1939), deutscher Maler
- Hermann Lange (Politiker, III), deutscher Politiker (SPD), MdHB
- Hermann Lange (Manager) (1908–nach 1990), deutscher Versicherungsmanager
- Hermann Lange (NS-Opfer) (1912–1943), deutscher Priester und NS-Opfer
- Hermann Lange (Jurist) (1922–2018), deutscher Rechtswissenschaftler
- Hermann Lange-Hegermann (1877–1961), deutscher Kaufmann und Politiker (Zentrum)
- Holger Lange (* 1960), deutscher Politiker (SPD)
- Hope Lange (1933–2003), US-amerikanische Schauspielerin
- Horst Lange (1904–1971), deutscher Schriftsteller
- Horst Lange (Politiker) (1934–2010), deutscher Politiker (SPD)
- Horst Lange (Mathematiker) (* 1940), deutscher Mathematiker und Hochschullehrer
- Horst Lange-Bertalot (* 1936), deutscher Botaniker und Hochschullehrer
- Horst H. Lange (1924–2001), deutscher Jazzautor

### I
- Inge Lange (Ingeburg Lange; 1927–2013), deutsche Politikerin (SED), MdV
- Ingrid Lange (Politikerin), deutsche Politikerin (DBD), MdV
- Ingrid Lange (* 1957), deutsche Leichtathletin, siehe Ingrid Auerswald
- Irmgard Lange (1941–2014), deutsche Schauspielerin und Regisseurin

### J
- J. Marius J. Lange van Ravenswaay (* 1952), deutscher evangelischer Theologe
- Jacob Lang(e) (1648–1716), schwedischer lutherischer Bischof
- Jacob Lange (Vogt) (vor 1584–1611), deutscher Kommunalpolitiker, Ratsherr und herzoglicher Stadtvogt von Hannover
- Jacob Lange (Lexikograph) (Jacobus Lange; Jakob Lange; 1711–1777), russisch-lettischer Theologe und Lexikograph
- Jakob Lange (* 1995), deutscher Nordischer Kombinierer
- Jakob Emanuel Lange (1864–1941), dänischer Mykologe
- Jan Philip Lange (* 1974), deutscher Filmproduzent
- Jasper Lange († 1510), deutscher Kaufmann und Politiker, Ratsherr in Lübeck
- Jeffrey de Lange (* 1998), niederländischer Fußballtorwart
- Jessica Lange (* 1949), US-amerikanische Schauspielerin
- Jim Lange (1932–2014), US-amerikanischer Fernsehmoderator
- Joachim Lange (1670–1744), deutscher Theologe
- Joachim Lange (Zimmerer) (1668–nach 1735), deutscher Zimmerer
- Joaquim de Lange (1906–1992), niederländischer Geistlicher, Prälat von Tefé
- Joep Lange (1954–2014), niederländischer Mediziner
- Jörn Lange (1903–1946), deutscher Chemiker
- Johan Lange (1886–nach 1916), grönländischer Handelsverwalter und Landesrat
- Johan Lange (Politiker, 1909) (* 1909), grönländischer Landesrat
- Johan Martin Christian Lange (1818–1898), dänischer Botaniker
- Johann Lange (Ratsherr) († 1385), deutscher Politiker, Ratsherr von Lübeck
- Johann Lange (Bürgermeister) († 1415), deutscher Politiker, Bürgermeister von Lübeck
- Johann Lange (Theologe) (1487–1548), deutscher Theologe
- Johann Lange (Humanist) (1503–1567), deutscher Gelehrter, Staatsmann und Übersetzer
- Johann Lange (Hofmaler) († nach 1571), deutscher Hofmaler und Goldschmied
- Johann Lange (Orgelbauer) (1543–1616), deutscher Orgelbauer
- Johann Lange (Mediziner) († nach 1696), deutscher Arzt und Übersetzer
- Johann Lange (Pädagoge) (1755–1815), deutscher Pädagoge
- Johann Lange (Schiffbauer) (1775–1844), deutscher Schiffbauer
- Johann Lange (Maler, 1823) (1823–1908), deutscher Maler
- Johann Lange (Politiker) (1897–1956), deutscher Politiker (SPD)
- Johann Christian Lange (1669–1756), deutscher  Geistlicher, Theologe, Kirchenlieddichter und Hochschullehrer
- Johann Friedrich Lange (Pfarrer, 1709) (Jan Fridrich Langa; 1709–1757), deutscher Pastor und Hofmeister
- Johann Friedrich Lange (1725–1822), deutscher Jurist, siehe Johann Friedrich Lang
- Johann Friedrich Lange (Pfarrer, 1760) (1760–1826), deutscher Pfarrer
- Johann Friedrich Lange (Maler, 1811) (1811–1870), deutscher Architekturmaler und Zeichner
- Johann Friedrich Lange (Maler, 1823) (1823–1908), deutscher Maler
- Johann Friedrich Lange (Schriftsteller) (1891–1968), deutscher Schriftsteller
- Johann Georg Lange (Kupferstecher) († nach 1690), deutscher Kupferstecher
- Johann Georg Christoph Lange (1763–1822), deutscher Wasserbaumeister
- Johann Gottfried Lange (1718–1786), deutscher Baumeister
- Johann Heinrich Lange (Geistlicher) (1717–1788), deutsch-estnischer Geistlicher
- Johann Heinrich Lange (Mediziner) (1732–1779), deutscher Mediziner
- Johann Joachim Lange (1670–1744), deutscher Theologe und Hochschullehrer, siehe Joachim Lange
- Johann Joachim Lange (um 1698–1765), deutscher Mathematiker, Dichter und Mineraloge
- Johann Lobegott Ferdinand Lange (1798–1852), deutscher Theologe
- Johann Peter Lange (1802–1884), deutscher Theologe
- Johannes Lange (Architekt), deutscher Architekt
- Johannes Lange (Theologe) (1867–1953), deutscher Theologe
- Johannes Lange (Mediziner) (1891–1938), deutscher Psychiater, Neurologe und Hochschullehrer
- Johannes Lange (1891–nach 1950), deutscher Opernsänger (Tenor) und Regisseur, siehe Hanns Lange
- Johannes Lange (Maueropfer) (1940–1969), deutsches Todesopfer an der Berliner Mauer
- Johannes Lange (Basketballspieler) (* 1985), deutscher Basketballspieler
- Johannes Lange (Autor) (* 1985), deutscher Schriftsteller
- Johannes Lange (Schauspieler) (* 1989), deutscher Schauspieler
- Johannes Lange (Ruderer) (* 1993), deutscher Ruderer
- Johannes Lange von Wetzlar (um 1365–nach 1427), deutscher Stadtwundarzt
- John Lange, ein Pseudonym von Michael Crichton (1942–2008), US-amerikanischer Schriftsteller, Drehbuchautor und Regisseur
- Johnny Lange (1905–2006), US-amerikanischer Filmkomponist
- Jörg Lange (1966–2012), deutscher Rechtsextremist
- Josef Lange (* 1948), deutscher Verwaltungsbeamter
- Joseph Lange (Schauspieler) (1751–1831), deutscher Schauspieler, Maler, Komponist und Schriftsteller
- Joseph Lange (Klavierbauer) (1807–nach 1860), deutscher Klavierbauer
- Joseph Lange (Historiker) (1911–2007), deutscher Journalist und Historiker
- Joshua Lange (* 1994), deutscher Produzent, Komponist und Musiker
- Józef Lange (1897–1972), polnischer Radsportler
- Juan D. Lange (* 1955), uruguayisch-deutscher Tänzer und Tanzlehrer
- Julia Lange (* 1983), deutsche Autorin der Phantastik
- Julian Lange (* 1987), deutscher Germanist und Sprecher der saarländischen Landesregierung
- Julius Lange (1817–1878), deutscher Maler
- Julius Gustav Lange (1815–1905), deutscher Numismatiker
- Julius Henrik Lange (1838–1896), dänischer Kunsthistoriker und Ästhetiker
- Jürgen Lange (Zoodirektor) (* 1942), deutscher Biologe und Zoodirektor
- Jürgen Lange (Sportwissenschaftler) (* 1943), deutscher Sportwissenschaftler
- Jürgen Lange (Maueropfer) (1955–1975), DDR-Grenzer, Todesfall an der Grenze
- Jürgen Lange (Fußballspieler) (* 1967), deutscher Fußballspieler
- Justus Lange (* 1968), deutscher Kunsthistoriker und Museumsdirektor
- Jutta Lange-Quassowski (* 1944), deutsche Politikwissenschaftlerin

### K
- Karl Lange (Stifter) (1811–1867), deutscher Steinmetz und Stiftungsgründer
- Karl Lange (Pädagoge) (1849–1924), deutscher Pädagoge und Bezirksschulinspektor
- Karl Lange (Widerstandskämpfer) († 1933), deutscher Parteifunktionär (KPD) und Widerstandskämpfer
- Karl Lange (Verbandsfunktionär) (1889–1955), deutscher Verbandsfunktionär
- Karl Lange (Landrat) (1892–1966), deutscher Politiker (NSDAP)
- Karl Lange (Historiker) (1893–1983), deutscher Lehrer und Historiker
- Karl Arthur Lange (1881–1947), deutscher Volkswirt und Politiker
- Karl Gottlieb Lange (1780–1842), deutscher Politiker, Oberbürgermeister von Breslau
- Karl Heinrich Lange (1703–1753), deutscher Dichter
- Karl-Heinz Lange (Politiker) (1901–??), deutscher Politiker (BDV), MdBB
- Karlheinz Lange (1922–1999), deutscher Journalist
- Karl-Heinz Lange (Typograf) (1929–2010), deutscher Schriftgestalter und Typograf
- Karl-Ludwig Lange (* 1949), deutscher Fotograf
- Karl Nicolaus Lange (1670–1741), Schweizer Mineraloge und Arzt
- Karl-Wilhelm Lange (1933–2022), deutscher Politiker (SPD) und Verbandsfunktionär
- Karsten Lange (* 1957), deutscher Fußballtorhüter
- Katherina Lange (* 1963), deutsche Schauspielerin
- Kathrin Lange (* 1969), deutsche Schriftstellerin
- Katja Lange-Müller (* 1951), deutsche Schriftstellerin
- Katrin Lange (Schriftstellerin) (* 1942), deutsche Schriftstellerin
- Katrin Lange (Politikerin) (* 1971), deutsche Politikerin (SPD)
- Katrin Lange (Fußballspielerin) (* 1981), deutsche Fußballspielerin
- Klara Lange (* 1998), deutsche Schauspielerin
- Klaus Lange (Jurist) (1939–2020), deutscher Rechtswissenschaftler und Hochschullehrer
- Klaus Lange (Handballspieler) (* 1939), deutscher Handballspieler, Lehrer und Politiker
- Klaus Lange (Psychologe) (* 1958), deutscher Neuropsychologe und Hochschullehrer
- Klaus Lange (Segler) (* 1995), argentinischer Segler
- Knud Lange (* 1984), deutscher Ruderer
- Knut Werner Lange (* 1964), deutscher Rechtswissenschaftler
- Konrad Lange (Bürgermeister) (?–1506), Bürgermeister von Lüneburg
- Konrad von Lange (1855–1921), deutscher Kunsthistoriker
- Kristina Lange (* 1939), deutsche Tibetologin
- Kurt Lange (Komponist) (1881–1958), deutscher Komponist
- Kurt Lange (Ministerialbeamter) (1895–1990), deutscher Bankier und Staatsbeamter
- Kurt Lange (Ägyptologe) (1898–1959), deutscher Ägyptologe und Künstler
- Kurt Lange (Widerstandskämpfer) (1899–1964), deutscher Widerstandskämpfer
- Kurt Lange (Mediziner) (1906–1989), deutscher Kinderarzt und Hochschullehrer, 1939 Emigration in die USA
- Kurt Lange (Ingenieur) (1919–2009), deutscher Ingenieur und Hochschullehrer
- Kurt Lange (General) (1925–1989), deutscher Generalleutnant
- Kurt Lange (Politiker) (1926–2005), deutscher Politiker (SPD), MdA

### L
- Laura Lange (Malerin) (1868–1953), deutsche Malerin, Grafikerin und Kunsthandwerkerin
- Laura Lange (* 1972), deutsche Fernsehjournalistin
- Liselotte Lange (1922–2018), deutsche Kunsthandwerkerin
- Louis Lange (1829–1893), deutsch-amerikanischer Zeitschriftenverleger
- Lorenz Lange (1684–1752), schwedisch-russischer Forschungsreisender und Diplomat
- Lorenz Johann Jacob Lange (1731–1801), deutscher lutherischer Theologe, Dichter, Gymnasialprofessor und Bibliothekar
- Lothar Lange (* 1894), deutscher nationalsozialistischer Funktionär
- Ludolf Lange (Theologe) (auch Ludolph Lange; 1547–1626), deutscher Pastor, Pädagoge und Chronist
- Ludolf Lange (Apotheker), deutscher Apotheker und Politiker, Bürgermeister von Schwerte
- Ludwig Lange (Architekt) (1808–1868), deutscher Architekt
- Ludwig Lange (Philologe) (1825–1885), deutscher Philologe und Archäologe
- Ludwig Lange (Politiker) (1847–1928), deutscher Müller und Politiker
- Ludwig Lange (Physiker) (1863–1936), deutscher Physiker
- Ludwig Lange (Biochemiker) (1873–1948), deutscher Biochemiker
- Luise Kassow-Lange (1878–1968), deutsche Malerin
- Lukas Lange (* 1995), deutscher Schauspieler

### M
- Mademoiselle Lange (1772–1825), französische Schauspielerin
- Malcolm Lange (* 1973), südafrikanischer Radrennfahrer
- Manfred Lange (General, 1927) (1927–2016), deutscher Generalmajor
- Manfred Lange (Heimatforscher) (1929–2022), deutscher Heimatforscher
- Manfred Lange (Fußballspieler) (* 1942), deutscher Fußballtorwart
- Manfred Lange (* 1950), deutscher General
- Marc Lange (* 1963), US-amerikanischer Philosoph
- Maria Lange (Sportlerin) (1904–1965), polnische Leichtathletin, Fechterin, Bogenschützin, Ruderin, Skifahrerin und Schlittschuhläuferin
- Maria Lange (Orientierungsläuferin), deutsche Orientierungsläuferin
- Maria Lange (Fußballspielerin) (* 2000), deutsche Fußballspielerin
- Marianne Lange (1910–2005), deutsche Politikerin (SED)
- Marianne Lange-Weinert (1921–2005), deutsche Kulturfunktionärin, Lektorin, Übersetzerin und Autorin
- Marina Lange (* um 1948), deutsche Tischtennisspielerin
- Marita Lange (* 1943), deutsche Leichtathletin
- Marius Felix Lange (* 1968), deutscher Komponist
- Markus Lange-Czechowicz (* 1942), deutscher Bildhauer
- Martin Lange (Zimmerer) (1636–nach 1702), deutscher Zimmerer
- Martin Lange (Mediziner) (1753–1792), deutscher Mediziner
- Martin Lange (Pastor) (1932–2023), deutscher Pastor
- Martin Hugo Lange (1818–1895), deutscher Theologe und Domprediger
- Mathias Lange (* 1985), österreichischer Eishockeytorhüter
- Mathieu Lange (1905–1992), deutscher Musiker
- Matthias Lange (* 1963), deutscher Radrennfahrer
- Maurin Lange (* 2000), Schweizer Ruderer
- Max Lange (Verleger) (1832–1899), deutscher Schachspieler, Schachfunktionär, Schriftsteller und Verleger
- Max Lange (Künstler) (1868–1947), deutscher Bildhauer, Maler und Zeichner
- Max Lange (Beamter) (1878–1957), deutscher Beamter
- Max Lange (Go-Spieler) (1883–1923), deutscher Go-Spieler
- Max Lange (Mediziner) (1899–1975), deutscher Orthopäde und Hochschullehrer
- Max Lange (Politiker, I), deutscher Politiker (NSDAP), MdL Danzig
- Max Lange (Politiker, 1905) (1905–1952), deutscher Politiker (SPD), MdA Berlin
- Max Gustav Lange (1899–1963), deutscher Soziologe, Pädagoge und Hochschullehrer
- Mette Lange-Nielsen (1929–1981), norwegische Schauspielerin
- Michael Lange (Maler) (* 1950), deutscher Maler
- Michael Lange (Regisseur) (* 1950), US-amerikanischer Filmregisseur und Produzent
- Michael Lange (Journalist) (* 1958), deutscher Biologe und Wissenschaftsjournalist
- Michi Lange, deutscher DJ und Produzent
- Miriam Lange (* 1980), deutsche Fernsehjournalistin
- Monique Lange (1926–1996), französische Autorin, Schauspielerin und Übersetzerin
- Moritz Wulf Lange (auch Melchior Hala; * 1971), deutscher Autor
- Morten Lange (1919–2003), dänischer Mykologe und Politiker
- Myrtle Lange, deutsche Squashspielerin

### N
- Nico Lange (* 1975), deutscher Politikwissenschaftler und Publizist
- Nicole Lange (* 1983), deutsche Autorin
- Nikolai Nikolajewitsch Lange (1858–1921), russischer Psychologe
- Nina Lange (* 1998), deutsche Fußballspielerin
- Norah Lange (1905–1972), argentinische Schriftstellerin
- Norbert de Lange (* 1953), deutscher Humangeograph und Geoinformatiker
- Norbert Lange (* 1978), deutscher Schriftsteller

### O
- Olaf Lange (* 1972), deutscher Basketballtrainer
- Oskar Lange (1904–1965), polnischer Ökonom
- Oswald Lange (1912–2000), deutsch-amerikanischer Raketenwissenschaftler
- Otto Lange (Musikkritiker) (1815–1879), deutscher Musikkritiker und -redakteur
- Otto Lange (Klavierbauer) (1856–1929), deutscher Kaufmann und Klavierfabrikant
- Otto Lange (Politiker, 1878) (1878–1953), deutscher Politiker, Bürgermeister von Weißwasser
- Otto Lange (Maler, 1879) (1879–1944), deutscher Maler und Grafiker
- Otto Lange (Politiker, II), deutscher Politiker (DNVP), MdL Mecklenburg-Strelitz
- Otto Lange (Maler, 1924) (1924–2008), deutscher Maler
- Otto Lange (Politiker, III), deutscher Politiker (DBD)
- Otto Heinrich Lange (1821–1887), deutscher Chorleiter, Komponist und Herausgeber
- Otto Ludwig Lange (1927–2017), deutscher Biologe
- Otto Wilhelm Lange (1884–1975), deutscher Opern- und Theaterintendant

### P
- P. Werner Lange (Paul Werner Lange; * 1943), deutscher Autor
- Patrick Lange, eigentlicher Name von Pat Cash (Rapper), deutscher Rapper
- Patrick Lange (Dirigent) (* 1981), deutscher Dirigent
- Patrick Lange (Triathlet) (* 1986), deutscher Duathlet und Triathlet
- Paul Lange (Architekt, 1850) (1850–1890), österreichischer Architekt
- Paul Lange (Architekt, 1853) (1853–1932), deutscher Architekt
- Paul Lange (Musiker) (1857–1919), deutscher Musiker
- Paul Lange (Pilot) (1879–1955), deutscher Pilot
- Paul Lange (Politiker) (1880–1951), deutscher Gewerkschafter und Politiker (KPD, SED)
- Paul Lange (Kanute) (1931–2016), deutscher Kanute
- Paul Lange-Frohberg (Musiker, 1861) (der Ältere; 1861–1922), deutscher Violinist
- Paul Lange-Frohberg (Musiker, 1886) (der Jüngere; 1886–1977), deutscher Violinist
- Paul-Heinrich Lange (1908–1989), deutscher Unternehmer und Segelsportler
- Peter Lange (Mediziner) (1935–2020), deutscher Kardiologe
- Peter Lange (Musiker) (* 1938), deutscher Jazzmusiker
- Peter Lange (Keramiker) (* 1944), neuseeländischer Keramiker
- Peter Lange (Journalist) (* 1958), deutscher Hörfunkjournalist
- Peter Lange (Schiedsrichter) (* 1966), deutscher Fußballschiedsrichter
- Peter Erasmus Lange-Müller (1850–1926), dänischer Komponist
- Petra Lange-Berndt, deutsche Kunsthistorikerin
- Pia Annika Lange (* 1982), deutsche Rechtswissenschaftlerin und Professorin für Öffentliches Recht
- Preben Lange (1948–2013), grönländischer Politiker (Siumut) und Lehrer

### R
- Rainer Lange (* 1956), deutscher Fußballspieler
- Rainer R. Lange (1917–1979), deutscher Schauspieler und Regisseur
- Ralf Lange (* 1961), deutscher Kunsthistoriker, Journalist und Autor
- Ralph Lange (* 1967), deutscher Politiker (FDP)
- Raul Lange († nach 1932), deutscher Schauspieler
- Regina Lange (1957–2021), deutsche Bildhauerin
- René Lange (* 1988), deutscher Fußballspieler
- Ricardo Lange (* 1981), deutscher Krankenpfleger
- Richard Lange (Uhrmacher) (1845–1932), deutscher Uhrmacher und Unternehmer
- Richard Lange (Marineoffizier) (1868–1939), deutscher Konteradmiral und Marineattaché
- Richard Lange (Bildhauer) (1879–1944), deutscher Bildhauer
- Richard Lange (Politiker, 1881) (1881–nach 1932), deutscher Politiker (Zentrum), MdL Preußen
- Richard Lange (Politiker, 1887) (1887–1963), deutscher Politiker (KPD), MdL Sachsen
- Richard Lange (Naturfreund) (1888–1969), deutscher Lehrer, Natur- und Heimatfreund
- Richard Lange (Jurist) (1906–1995), deutscher Rechtswissenschaftler und Kriminologe
- Richard Lange (Schriftsteller) (* 1961), US-amerikanischer Schriftsteller
- Robby Lange (* 1968), deutscher Mentaltrainer
- Robert Lange (Radsporttrainer) (1947–2000), deutscher Radsporttrainer
- Robert Lange (Musikproduzent) (* 1948), britischer Musikproduzent
- Roland Lange (* 1954), deutscher Schriftsteller
- Rolf Lange (* 1942), deutscher Politiker (SPD)
- Rolf-Peter Lange (1944–2024), deutscher Politiker (FDP)
- Rudi Lange (* 1952), deutscher Maler
- Rüdiger Lange (* 1953), deutscher Herzchirurg und Hochschullehrer
- Rudolf Lange (Schauspieler) (1830–1907), deutscher Schauspieler
- Rudolf Lange (Japanologe) (1850–1933), deutscher Linguist und Japanologe
- Rudolf Lange (Politiker, 1879) (1879–1945), deutscher Politiker (DNVP), MdR
- Rudolf Lange (Jurist) (1880–1968), deutscher Richter
- Rudolf Lange (Politiker, 1887) (1887–nach 1933), deutscher Politiker (NSDAP)
- Rudolf Lange (SS-Mitglied) (1910–1945), deutscher Sicherheitspolizist und SS-Standartenführer
- Rudolf Lange (Theologe) (1911–1989), deutscher katholischer Theologe und Hochschullehrer
- Rudolf Lange (Journalist) (1914–2007), deutscher Journalist, Theaterkritiker, Schriftsteller und Herausgeber
- Rudolf Lange (Fußballspieler), deutscher Fußballspieler
- Rudolf Lange (Politiker, 1941) (* 1941), deutscher Politiker (FDP)
- Ruth Lange (Leichtathletin) (1908–1994), deutsche Leichtathletin
- Ruth Lange (Sängerin) (1915–2008), deutsche Opernsängerin (Alt, Mezzosopran)
- Ruth Lange (Kanutin), dänische Kanutin

### S
- Sabine Lange (Krankenschwester) (1936–1998), deutsche Krankenschwester
- Sabine Lange (Schriftstellerin) (* 1953), deutsche Schriftstellerin
- Sabrina Lange (* 1967), deutsche Fernsehdarstellerin
- Samuel Lange (1618–1667), deutscher Theologe
- Samuel de Lange (1840–1911), niederländisch-deutscher Organist, Lehrer und Komponist
- Samuel Gotthold Lange (1711–1781), deutscher Dichter und Pietist
- Samuel Gottlieb Lange (1767–1823), deutscher Prediger, Theologe und Hochschullehrer
- Santiago Lange (* 1961), argentinischer Segler und Ingenieur
- Sascha Lange (* 1971), deutscher Autor, Historiker und Musiker
- Saskia Hennig von Lange (* 1976), deutsche Schriftstellerin und Kunsthistorikerin
- Sebastian Lange (* 1987), deutscher Fußballtorhüter
- Siegfried Lange (1921–1990), deutscher Erziehungswissenschaftler und Hochschullehrer
- Sigurd Lange (1904–2000), deutscher Maler und Grafiker
- Silke Lange, deutsche Übersetzerin
- Simone Lange (* 1976), deutsche Politikerin (SPD)
- Sophie Lange (1936–2023), deutsche Autorin und Heimatkundlerin
- Søren Lange (* 1954), grönländischer Musiker
- Steffen Lange (1931–2006), sorbischer Grafiker und Illustrator
- Susanne Lange (* 1964), deutsche Philologin und Übersetzerin
- Susanne Lange (Kunstwissenschaftlerin) (* 1959), deutsche Kunstwissenschaftlerin
- Susanne Lange (Fechterin), deutsche Fechterin
- Susanne Peters-Lange (* 1961), deutsche Rechtswissenschaftlerin und Hochschullehrerin
- Sven Lange (Schriftsteller) (1868–1930), dänischer Schriftsteller, Journalist und Kritiker
- Sven Lange (Boxer) (1967–1992), deutscher Boxer
- Sven Lange (Historiker) (* 1967), deutscher Offizier und Militärhistoriker
- Sybille Lange (* 1964), deutsche Fußballspielerin

### T
- Tanja Lange (* 1975), deutsche Mathematikerin und Hochschullehrerin
- Tatjana Lange (* 1949), deutsche Ingenieurin und Hochschullehrerin für Regelungstechnik
- Ted Lange (* 1948), US-amerikanischer Autor, Regisseur, Produzent und Schauspieler
- Theo Lange, deutscher Fernsehjournalist, Redaktionsleiter und Autor
- Theo Lange (Botaniker) (* um 1960), deutscher Botaniker und Hochschullehrer
- Theodor Lange (Geistlicher) (1739–1814), deutscher evangelischer Theologe, Prediger und Imker
- Theodor Lange (Gärtner) (1856/1857–1920), deutscher Gärtner, Landschaftspark-Architekt, Pädagoge und Gartenbau-Fachautor
- Thomas Lange (Archivpädagoge) (* 1943), deutscher Archivpädagoge und Historiker
- Thomas Lange (Polizist) (* 1950), deutscher Polizist und Leiter der Kampfmittelbeseitigung
- Thomas Lange (Künstler) (* 1957), deutscher Künstler
- Thomas Lange (* 1964), deutscher Ruderer
- Thomas Lange (Autor) (* 1966), deutscher Autor, Komponist, Regisseur und Produzent
- Thomas A. Lange (* 1963), Vorstandsvorsitzender der National-Bank
- Thor Lange (1851–1915), dänischer Schriftsteller und Übersetzer
- Tim Lange (* 1963), deutscher Fernsehproduzent
- Timo Lange (* 1968), deutscher Fußballspieler
- Titia de Lange (* 1955), niederländische Zellbiologin und Genetikerin
- Tom F. Lange (* 1963), österreichischer Schriftsteller
- Torsten Lange (* 1945), deutscher Politiker (Bündnis 90/Die Grünen, pro NRW), MdB
- Tristan de Lange (* 1997), namibischer Radsportler
- Trygve Lange-Nielsen (um 1923–2014), norwegischer Jurist

### U
- Ulf Lange (* 1967), deutscher Politiker (BSW)
- Ulrich Lange (Kantor) († 1549), deutscher Komponist und Thomaskantor
- Ulrich Lange (Historiker) (* 1943), deutscher Historiker und Hochschullehrer
- Ulrich Lange (Kulturwissenschaftler) (* 1954), schwedischer Kulturwissenschaftler und Hochschullehrer
- Ulrich Lange (Politiker) (* 1969), deutscher Politiker (CSU)
- Ursula Hoffmann-Lange (* 1943), deutsche Politikwissenschaftlerin und Hochschullehrerin
- Ute Lange (* 1960), deutsche Hebamme und Hochschullehrerin
- Uwe Lange (* 1954), deutscher Leichtathlet
- Uwe Lange (Mediziner) (* 1967/1968), deutscher Rheumatologe und Hochschullehrer für Rehabilitation, Physikalische Medizin und Naturheilverfahren

### V
- Véronique Lange, belgische Filmeditorin
- Victor Lange (1908–1996), deutsch-amerikanischer Germanist
- Vilhelm Lange (1893–1950), dänischer Turner
- Villum Lange (1624–1682), dänischer Mathematiker und Astronom
- Vincent Lange (* 1974), deutscher Volleyballspieler
- Volker Lange (* 1943), deutscher Politiker (SPD)
- Volker Lange (Mediziner) (* 1946), deutscher Arzt
- Volkmar Lange (* 1922), deutscher Humangenetiker und Hochschullehrer

### W
- Walter Lange (Mediziner) (1882–1961), deutscher Admiralarzt
- Walter Lange (Dramatiker) (1886–1954), deutscher Dramatiker und Kurator
- Walter Lange (Architekt), deutscher Architekt
- Walter Lange (General) (1898–1982), deutscher Generalleutnant
- Walter Lange (Jurist) (1904–1980), deutsch-baltischer Richter, Jäger und Studentenhistoriker
- Walter Lange (Unternehmer) (1924–2017), deutscher Unternehmer
- Walter Schmidt-Lange (1900–1964), deutscher Hygieniker und Bakteriologe
- Walter Rolf Lange (1907–1990), deutscher Archäologe
- Waltraut Mehl-Lange (1916–1998), deutsche Sängerin
- Werner Lange (Maler) (1888–1955), deutscher Maler und Grafiker
- Werner Lange (Admiral) (1893–1965), deutscher Vizeadmiral, Marineattaché
- Werner Lange (Metallkundler) (1913–1992), deutscher Metallkundler
- Werner Lange (Unternehmer) (1917–1979), deutscher Müller und Unternehmer
- Werner Lange (General) (1929–2014), deutscher Generalleutnant
- Werner Lange (Politiker) (* 1932), deutscher Jugendfunktionär und Politiker (SED), MdV
- Werner Lange (Fußballspieler) (* 1936), deutscher Fußballspieler
- Wichard Lange (1826–1884), deutscher Pädagoge
- Wilfried Lange (1910–1993), deutscher Schachspieler
- Wilhelm Lange (1624–1682), dänischer Mathematiker und Astronom, siehe Villum Lange
- Wilhelm Lange (Philologe) (1767–1831), deutscher Klassischer Philologe und Lehrer
- Wilhelm Lange (Mediziner, 1813) (1813–1881), böhmischer Gynäkologe
- Wilhelm Lange (Übersetzer) (1849–1907), deutscher Übersetzer
- Wilhelm Lange (Mediziner, 1875) (1875–1954), deutscher HNO-Arzt
- Wilhelm Lange (Mediziner, 1894) (1894–nach 1958), deutscher Psychiater
- Wilhelm Lange-Eichbaum (1875–1949), deutscher Psychiater
- Willi Lange (1905–??), deutscher Fußballspieler
- William Lange (Journalist) (1914–2006), deutscher Journalist
- Willy Lange (Gartenarchitekt) (1864–1941), deutscher Gartenarchitekt
- Willy Lange (Parteifunktionär) (1899–nach 1949), deutscher Parteifunktionär (SPD)
- Willy Lange (Komponist) (1921–1993), deutscher Komponist, Musikpädagoge und Dirigent
- Willy Lange (Bassist) (eigentlich Willy Langenhuizen; * 1961), US-amerikanischer E-Bassist, Mitgründer von Dublin Death Patrol
- Winfried Lange (Mediziner) (* 1939), deutscher Anatom und Hochschullehrer
- Winfried Lange (Philologe) (1941–2015), deutscher Philologe und Hochschullehrer
- Wolf-Dieter Lange (1939–2023), deutscher Romanist
- Wolfgang Lange (Philologe) (1915–1984), deutscher Mediävist
- Wolfgang Lange (Pädagoge) (1921–1977), deutscher Pädagoge, Mathematikmethodiker und Hochschullehrer
- Wolfgang Lange (Politiker), deutscher Politiker (DBD), MdV
- Wolfgang Lange (Wirtschaftswissenschaftler) (* 1932), deutscher Wirtschaftswissenschaftler und Entwicklungshelfer
- Wolfgang Lange (Kanute) (1938–2022), deutscher Kanute
- Wolfgang Lange (Philosoph) (* 1955), deutscher Philosoph
- Wolfgang Kurt Lange (1907–um 1994), deutscher Wirtschaftsstatistiker und Marktforscher

## Pseudonym
- Lange (DJ), (eigentlich Stuart Langelaan), britischer DJ

## Fiktive Personen
- Hans Lange (Sagengestalt), Sagengestalt über Herzog Bogislaw X. (1454–1523)

## Sonstiges
- Lange-Gletscher, Gletscher auf King George Island im Archipel der Südlichen Shetlandinseln
- Lange Peak, Berg im Viktorialand, Antarktika